# Crest (álbum)
| Críticas profissionais | Críticas profissionais |
| Avaliações da crítica  | Avaliações da crítica  |
| Fonte                  | Avaliação              |
| ---------------------- | ---------------------- |
| Pitchfork              | 8/10                   |
| The Neddle Drop        | 8/10                   |

Crest é um álbum de estúdio colaborativo entre os músicos suecos Bladee e Ecco2k. Foi lançado em 17 de março de 2022 através da Year0001, sendo uma sequência do single "Amygdala", lançado pelo duo. O álbum foi "gravado em meio à natureza", com Bladee, Ecco2K e o produtor Whitearmor dirigindo até os confins da Suécia e gravando em uma cabana não muito longe de onde o filme de Ingmar Bergman O Sétimo Selo foi gravado. Seu primeiro single, "Girls Just Want To Have Fun", foi lançado em fevereiro de 2020.

## Lista de faixas
Todas as faixas escritas e compostas por Benjamin Reichwald, Ludwig Rosenberg, and Zak Arogundade. 
| N.º            | Título                        | Duração |  |
| 1.             | "The Flag Is Raised"          | 2:59    |  |
| 2.             | "5 Star Crest (4 Vattenrum)"  | 8:50    |  |
| 3.             | "White Meadow"                | 3:30    |  |
| 4.             | "Faust"                       | 2:06    |  |
| 5.             | "Yeses (Red Cross)"           | 3:02    |  |
| 6.             | "Desire Is a Trap"            | 2:51    |  |
| 7.             | "Chaos Follows"               | 2:31    |  |
| 8.             | "Girls Just Want to Have Fun" | 2:15    |  |
| 9.             | "Heaven Sings"                | 2:52    |  |
| Duração total: | Duração total:                | 30:56   |  |